# Aspalathus argyrella
Aspalathus argyrella är en ärtväxtart som beskrevs av Macowan. Aspalathus argyrella ingår i släktet Aspalathus och familjen ärtväxter. Inga underarter finns listade i Catalogue of Life.